# Vanmanenia multiloba
Vanmanenia multiloba es una especie de peces de la familia Balitoridae en el orden de los Cypriniformes.

## Hábitat
Es un pez de agua dulce.